# A Marmota
A Marmota foi um jornal de variedades joco-sério criado, mantido e editado por Francisco de Paula Brito (1809-1861). Circulou em diferentes fases no Rio de Janeiro entre 1849 e 1864, recebendo diferentes nomes. A marmota na corte (RJ), entre 1849 e 1852. A partir da edição n. 258 (4 maio 1852) passa a ser intitulada Marmota fluminense: Jornal de modas e variedades.  A partir da edição 861 (3 jul. 1857), o periódico passa a se intitular A Marmota – Folha Popular e logo no número seguinte (862) apenas A Marmota. O periódico continua na sequência como A Marmota, até sua interrupção em 31 dez. 1861 (edição 1328), com a morte de seu dono. Em 1864, são publicadas 15 edições (de jan. a abr.), sob a supervisão da viúva e genro do tipógrafo-editor. A gazeta era famosa entre as famílias cariocas por seus conteúdos variados e de entretenimento, além de ter recebido prestígio atualmente por ter sido o primeiro vínculo oficial em que Machado de Assis iniciou sua carreira literária.
Marmota é um termo relacionado com o animal roedor que na Europa era usado para chamar a atenção para cosmoramas ou lanterna mágica, um tipo de brinquedo ótico consistindo em uma caixa em cujo interior eram projetadas imagens (“vistas”) distorcidas por espelhos. Como o nome indica, o periódico pretendia que “Nas vistas desta MARMOTA”, o leitor tivesse “Com singeleza, e verdade / Tudo o que houver de melhor”.
Em sua primeira fase, mesmo com colunas de variedades, A Marmota também falava sobre a política e as questões que eram levantadas na época, tendo até mesmo um artigo chamado "Os estrangeiros", onde falava sobre a Europa e a abolição da escravidão. Ao longo do tempo suas matérias focalizaram a literatura, o entretenimento e a moralidade, tendo também artigos sobre figurinos e músicas. Distribuiu para seus assinantes partituras, entre as quais, composições de Francisco Manuel da Silva. 
Por ter sido um pequeno jornal nunca foi estudado juntamente com a grande imprensa do Segundo reinado, mas A Marmota foi responsável por amparar muitos escritores que iniciavam-se no mundo literário. 